# Liste der Nummer-eins-Hits in Ungarn (2024)
Dies ist eine Liste der Nummer-eins-Hits in Ungarn im Jahr 2024. Sie basiert auf der Album Top 40 slágerlista und der Single Top 40 slágerlista der Magyar Hanglemezkiadók Szövetsége (Mahasz), dem ungarischen Vertreter der International Federation of the Phonographic Industry.

## Singles
| ← 2023 ← | Liste der Nummer-eins-Hits in Ungarn | Liste der Nummer-eins-Hits in Ungarn | Liste der Nummer-eins-Hits in Ungarn                                                              | 2025 →                    |
| \| Zeitraum \| Wo. ges. \| Interpret \| Titel Autor(en) \| Zusätzliche Informationen \| \| (Zeitraum, Wochen auf Platz eins, Interpret, Titel, Autor[en], zusätzliche Informationen) \| \| \| \| \| \| ----------------------------------------------------------------------------------------- \| -------- \| ------------------------------- \| ------------------------------------------------------------------------------------------------- \| ------------------------- \| \| 29. Dezember 2023 – 1. Februar 2024 5 Wochen \| 5 \| T. Danny feat. Young Fly \| No Woman No Cry Telegdy Dániel Márton, Álmos Schüller, Marcel Závodi \| – \| \| 2. Februar 2024 – 15. Februar 2024 2 Wochen \| 2 \| Pogány Induló \| Úgy hiszem Mihálku Balázs, Marcell Szirmai, Nicolas Sárközi \| – \| \| 16. Februar 2024 – 22. Februar 2024 1 Woche \| 1 \| Azahriah \| mariana.árok Attila Baukó \| – \| \| 16. Februar 2024 – 28. März 2024 6 Wochen \| 6 \| Manuel \| Tiara Émanuel Gödöllei, Miklós Mackó, Dániel Somogyvári \| – \| \| 29. März 2024 – 11. April 2024 2 Wochen \| 2 \| Azahriah \| Cipoe Attila Baukó \| – \| \| 12. April 2024 – 18. April 2024 1 Woche \| 1 \| Artemas \| I Like the Way You Kiss Me Artemas Diamandis, Jesse Finkelstein, Kevin Clark White, Toby Daintree \| – \| \| 19. April 2024 – 2. Mai 2024 2 Wochen \| 2 \| Manuel feat. Moriones \| Voodoo baba Émanuel Gödöllei, Kristóf Bakos, Dániel Somogyvári, Kelvin Barida Badom \| – \| \| 3. Mai 2024 – 20. Juni 2024 7 Wochen \| 7 \| Desh \| Strawberry Attila Molnár, Dániel Somogyvári \| – \| \| 21. Juni 2024 – 4. Juli 2024 2 Wochen \| 2 \| T. Danny \| Szívtipró Telegdy Dániel Márton \| – \| \| 5. Juli 2024 – 1. August 2024 4 Wochen \| 4 \| Desh & Young Fly feat. Azahriah \| Bakpakk Attila Baukó, Attila Molnár, Álmos Schüller \| – \| \| 2. August 2024 – 31. Oktober 2024 13 Wochen (insgesamt 22) \| 22 \| Desh & Young Fly feat. Azahriah \| Pannonia Attila Baukó, Attila Molnár, Álmos Schüller \| – \| \| 1. November 2024 – 7. November 2024 1 Woche \| 1 \| Pogány Induló \| Egy/kettő Zsanett Gruber, Lukács János, Mihálku Balázs, Marcell Szirmai \| – \| \| 8. November 2024 – 12. Dezember 2024 5 Wochen (insgesamt 22) \| 22 \| Desh & Young Fly feat. Azahriah \| Pannonia Attila Baukó, Attila Molnár, Álmos Schüller \| – \| \| 13. Dezember 2024 – 19. Dezember 2024 1 Woche \| 1 \| BSW \| Passport Dániel Somogyvári, András Bence Bécsy, Gábor Ferenczei, Mátyás Sziklai \| – \| \| 20. Dezember 2024 – 26. Dezember 2024 1 Woche \| 1 \| Wham! \| Last Christmas George Michael \| – \| \| 27. Dezember 2024 – 9. Januar 2025 2 Wochen (insgesamt 22) \| 22 \| Desh & Young Fly feat. Azahriah \| Pannonia Attila Baukó, Attila Molnár, Álmos Schüller \| – \| |                                      |                                      |                                                                                                   |                           |
| ← 2023 |                                      |                                      |                                                                                                   | → 2025 →                  |
| Zeitraum | Wo. ges.                             | Interpret                            | Titel Autor(en)                                                                                   | Zusätzliche Informationen |
| (Zeitraum, Wochen auf Platz eins, Interpret, Titel, Autor[en], zusätzliche Informationen) |                                      |                                      |                                                                                                   |                           |
| 29. Dezember 2023 – 1. Februar 2024 5 Wochen | 5                                    | T. Danny feat. Young Fly             | No Woman No Cry Telegdy Dániel Márton, Álmos Schüller, Marcel Závodi                              | –                         |
| 2. Februar 2024 – 15. Februar 2024 2 Wochen | 2                                    | Pogány Induló                        | Úgy hiszem Mihálku Balázs, Marcell Szirmai, Nicolas Sárközi                                       | –                         |
| 16. Februar 2024 – 22. Februar 2024 1 Woche | 1                                    | Azahriah                             | mariana.árok Attila Baukó                                                                         | –                         |
| 16. Februar 2024 – 28. März 2024 6 Wochen | 6                                    | Manuel                               | Tiara Émanuel Gödöllei, Miklós Mackó, Dániel Somogyvári                                           | –                         |
| 29. März 2024 – 11. April 2024 2 Wochen | 2                                    | Azahriah                             | Cipoe Attila Baukó                                                                                | –                         |
| 12. April 2024 – 18. April 2024 1 Woche | 1                                    | Artemas                              | I Like the Way You Kiss Me Artemas Diamandis, Jesse Finkelstein, Kevin Clark White, Toby Daintree | –                         |
| 19. April 2024 – 2. Mai 2024 2 Wochen | 2                                    | Manuel feat. Moriones                | Voodoo baba Émanuel Gödöllei, Kristóf Bakos, Dániel Somogyvári, Kelvin Barida Badom               | –                         |
| 3. Mai 2024 – 20. Juni 2024 7 Wochen | 7                                    | Desh                                 | Strawberry Attila Molnár, Dániel Somogyvári                                                       | –                         |
| 21. Juni 2024 – 4. Juli 2024 2 Wochen | 2                                    | T. Danny                             | Szívtipró Telegdy Dániel Márton                                                                   | –                         |
| 5. Juli 2024 – 1. August 2024 4 Wochen | 4                                    | Desh & Young Fly feat. Azahriah      | Bakpakk Attila Baukó, Attila Molnár, Álmos Schüller                                               | –                         |
| 2. August 2024 – 31. Oktober 2024 13 Wochen (insgesamt 22) | 22                                   | Desh & Young Fly feat. Azahriah      | Pannonia Attila Baukó, Attila Molnár, Álmos Schüller                                              | –                         |
| 1. November 2024 – 7. November 2024 1 Woche | 1                                    | Pogány Induló                        | Egy/kettő Zsanett Gruber, Lukács János, Mihálku Balázs, Marcell Szirmai                           | –                         |
| 8. November 2024 – 12. Dezember 2024 5 Wochen (insgesamt 22) | 22                                   | Desh & Young Fly feat. Azahriah      | Pannonia Attila Baukó, Attila Molnár, Álmos Schüller                                              | –                         |
| 13. Dezember 2024 – 19. Dezember 2024 1 Woche | 1                                    | BSW                                  | Passport Dániel Somogyvári, András Bence Bécsy, Gábor Ferenczei, Mátyás Sziklai                   | –                         |
| 20. Dezember 2024 – 26. Dezember 2024 1 Woche | 1                                    | Wham!                                | Last Christmas George Michael                                                                     | –                         |
| 27. Dezember 2024 – 9. Januar 2025 2 Wochen (insgesamt 22) | 22                                   | Desh & Young Fly feat. Azahriah      | Pannonia Attila Baukó, Attila Molnár, Álmos Schüller                                              | –                         |

## Alben
| ← 2023 ← | Liste der Nummer-eins-Hits in Ungarn | Liste der Nummer-eins-Hits in Ungarn | Liste der Nummer-eins-Hits in Ungarn    | 2025 → |
| \| Zeitraum \| Wo. ges. \| Interpret \| Titel \| Zusätzliche Informationen \| \| (Zeitraum, Wochen auf Platz eins, Interpret, Titel, zusätzliche Informationen) \| \| \| \| \| \| ------------------------------------------------------------------------------ \| -------- \| ---------------- \| --------------------------------------- \| --------------------------------------------------------------------------------------------------------------------------------------------------------- \| \| 29. Dezember 2023 – 4. Januar 2024 1 Woche \| 1 \| T. Danny \| Ezer nap \| – \| \| 5. Januar 2024 – 11. Januar 2024 1 Woche (insgesamt 10) \| 10 \| Azahriah \| Memento \| – \| \| 12. Januar 2024 – 18. Januar 2024 1 Woche \| 1 \| Éva Csepregi \| Jubileum+ \| – \| \| 19. Januar 2024 – 25. Januar 2024 1 Woche \| 1 \| Green Day \| Saviors \| – \| \| 26. Januar 2024 – 1. Februar 2024 1 Woche (insgesamt 10) \| 10 \| Azahriah \| Memento \| – \| \| 2. Februar 2024 – 8. Februar 2024 1 Woche (insgesamt 5) \| 5 \| Pogány Induló \| Vagy mindent vagy semmit \| – \| \| 9. Februar 2024 – 15. Februar 2024 1 Woche \| 1 \| Ossian \| Angyalok és emberek \| – \| \| 16. Februar 2024 – 7. März 2024 3 Wochen (insgesamt 5) \| 5 \| Pogány Induló \| Vagy mindent vagy semmit \| – \| \| 8. März 2024 – 28. März 2024 3 Wochen (insgesamt 7) \| 7 \| Beton.Hofi \| 0 \| – \| \| 29. März 2024 – 4. April 2024 1 Woche (insgesamt 5) \| 5 \| Pogány Induló \| Vagy mindent vagy semmit \| – \| \| 5. April 2024 – 11. April 2024 1 Woche (insgesamt 7) \| 7 \| Beton.Hofi \| 0 \| – \| \| 12. April 2024 – 18. April 2024 1 Woche (insgesamt 2) \| 2 \| Ákos \| Harminc év (live) \| – \| \| 19. April 2024 – 2. Mai 2024 2 Wochen \| 2 \| Taylor Swift \| The Tortured Poets Department \| – \| \| 3. Mai 2024 – 9. Mai 2024 1 Woche \| 1 \| Dua Lipa \| Radical Optimism \| – \| \| 10. Mai 2024 – 16. Mai 2024 1 Woche (insgesamt 2) \| 2 \| Ákos \| Harminc év (live) \| – \| \| 17. Mai 2024 – 13. Juni 2024 4 Wochen \| 4 \| Billie Eilish \| Hit Me Hard and Soft \| – \| \| 14. Juni 2024 – 20. Juni 2024 1 Woche \| 1 \| Joe Rudán \| Vasvitéz \| – \| \| 21. Juni 2024 – 27. Juni 2024 1 Woche \| 1 \| Pogány Induló \| Vagy mindent vagy semmit \| – \| \| 28. Juni 2024 – 4. Juli 2024 1 Woche \| 1 \| KKevin \| Nincs holnap \| – \| \| 5. Juli 2024 – 11. Juli 2024 1 Woche \| 1 \| Azahriah & Desh \| A ló túloldalán \| – \| \| 12. Juli 2024 – 18. Juli 2024 1 Woche \| 1 \| Eminem \| The Death of Slim Shady (Coup de Grâce) \| – \| \| 19. Juli 2024 – 25. Juli 2024 1 Woche \| 1 \| Stray Kids \| Ate \| – \| \| 26. Juli 2024 – 19. September 2024 8 Wochen (insgesamt 10) \| 10 \| Desh & Young Fly \| Bakpakk \| – \| \| 20. September 2024 – 26. September 2024 1 Woche \| 1 \| Road \| Akusztik – Live Session \| – \| \| 27. September 2024 – 24. Oktober 2024 4 Wochen (insgesamt 5) \| 5 \| Ákos \| Metropolis \| – \| \| 25. Oktober 2024 – 31. Oktober 2024 1 Woche (insgesamt 23) \| 23 \| Rapülők \| Rapülők \| Das Debütalbum der Rapgruppe aus dem Jahr 1992 war ohnehin schon Rekordhalter an Nummer-eins-Wochen, durch die Vinyl-Neuauflage kommt eine weitere hinzu. \| \| 1. November 2024 – 7. November 2024 1 Woche (insgesamt 5) \| 5 \| Ákos \| Metropolis \| – \| \| 8. November 2024 – 14. November 2024 1 Woche (insgesamt 10) \| 10 \| Desh & Young Fly \| Bakpakk \| – \| \| 15. November 2024 – 28. November 2024 2 Wochen (insgesamt 3) \| 3 \| Linkin Park \| From Zero \| – \| \| 29. November 2024 – 5. Dezember 2024 1 Woche \| 1 \| Road \| Az utolsó rapszódia \| – \| \| 6. Dezember 2024 – 12. Dezember 2024 1 Woche \| 1 \| Pokolgép \| Vissza sose nézz \| – \| \| 13. Dezember 2024 – 19. Dezember 2024 1 Woche (insgesamt 3) \| 3 \| Stray Kids \| Hop \| – \| \| 20. Dezember 2024 – 26. Dezember 2024 1 Woche (insgesamt 10) \| 10 \| Michael Bublé \| Christmas \| – \| \| 27. Dezember 2024 – 9. Januar 2025 2 Wochen (insgesamt 3) \| 3 \| Stray Kids \| Hop \| – \| |                                      |                                      |                                         | |
| ← 2023 |                                      |                                      |                                         | → 2025 → |
| Zeitraum | Wo. ges.                             | Interpret                            | Titel                                   | Zusätzliche Informationen |
| (Zeitraum, Wochen auf Platz eins, Interpret, Titel, zusätzliche Informationen) |                                      |                                      |                                         | |
| 29. Dezember 2023 – 4. Januar 2024 1 Woche | 1                                    | T. Danny                             | Ezer nap                                | – |
| 5. Januar 2024 – 11. Januar 2024 1 Woche (insgesamt 10) | 10                                   | Azahriah                             | Memento                                 | – |
| 12. Januar 2024 – 18. Januar 2024 1 Woche | 1                                    | Éva Csepregi                         | Jubileum+                               | – |
| 19. Januar 2024 – 25. Januar 2024 1 Woche | 1                                    | Green Day                            | Saviors                                 | – |
| 26. Januar 2024 – 1. Februar 2024 1 Woche (insgesamt 10) | 10                                   | Azahriah                             | Memento                                 | – |
| 2. Februar 2024 – 8. Februar 2024 1 Woche (insgesamt 5) | 5                                    | Pogány Induló                        | Vagy mindent vagy semmit                | – |
| 9. Februar 2024 – 15. Februar 2024 1 Woche | 1                                    | Ossian                               | Angyalok és emberek                     | – |
| 16. Februar 2024 – 7. März 2024 3 Wochen (insgesamt 5) | 5                                    | Pogány Induló                        | Vagy mindent vagy semmit                | – |
| 8. März 2024 – 28. März 2024 3 Wochen (insgesamt 7) | 7                                    | Beton.Hofi                           | 0                                       | – |
| 29. März 2024 – 4. April 2024 1 Woche (insgesamt 5) | 5                                    | Pogány Induló                        | Vagy mindent vagy semmit                | – |
| 5. April 2024 – 11. April 2024 1 Woche (insgesamt 7) | 7                                    | Beton.Hofi                           | 0                                       | – |
| 12. April 2024 – 18. April 2024 1 Woche (insgesamt 2) | 2                                    | Ákos                                 | Harminc év (live)                       | – |
| 19. April 2024 – 2. Mai 2024 2 Wochen | 2                                    | Taylor Swift                         | The Tortured Poets Department           | – |
| 3. Mai 2024 – 9. Mai 2024 1 Woche | 1                                    | Dua Lipa                             | Radical Optimism                        | – |
| 10. Mai 2024 – 16. Mai 2024 1 Woche (insgesamt 2) | 2                                    | Ákos                                 | Harminc év (live)                       | – |
| 17. Mai 2024 – 13. Juni 2024 4 Wochen | 4                                    | Billie Eilish                        | Hit Me Hard and Soft                    | – |
| 14. Juni 2024 – 20. Juni 2024 1 Woche | 1                                    | Joe Rudán                            | Vasvitéz                                | – |
| 21. Juni 2024 – 27. Juni 2024 1 Woche | 1                                    | Pogány Induló                        | Vagy mindent vagy semmit                | – |
| 28. Juni 2024 – 4. Juli 2024 1 Woche | 1                                    | KKevin                               | Nincs holnap                            | – |
| 5. Juli 2024 – 11. Juli 2024 1 Woche | 1                                    | Azahriah & Desh                      | A ló túloldalán                         | – |
| 12. Juli 2024 – 18. Juli 2024 1 Woche | 1                                    | Eminem                               | The Death of Slim Shady (Coup de Grâce) | – |
| 19. Juli 2024 – 25. Juli 2024 1 Woche | 1                                    | Stray Kids                           | Ate                                     | – |
| 26. Juli 2024 – 19. September 2024 8 Wochen (insgesamt 10) | 10                                   | Desh & Young Fly                     | Bakpakk                                 | – |
| 20. September 2024 – 26. September 2024 1 Woche | 1                                    | Road                                 | Akusztik – Live Session                 | – |
| 27. September 2024 – 24. Oktober 2024 4 Wochen (insgesamt 5) | 5                                    | Ákos                                 | Metropolis                              | – |
| 25. Oktober 2024 – 31. Oktober 2024 1 Woche (insgesamt 23) | 23                                   | Rapülők                              | Rapülők                                 | Das Debütalbum der Rapgruppe aus dem Jahr 1992 war ohnehin schon Rekordhalter an Nummer-eins-Wochen, durch die Vinyl-Neuauflage kommt eine weitere hinzu. |
| 1. November 2024 – 7. November 2024 1 Woche (insgesamt 5) | 5                                    | Ákos                                 | Metropolis                              | – |
| 8. November 2024 – 14. November 2024 1 Woche (insgesamt 10) | 10                                   | Desh & Young Fly                     | Bakpakk                                 | – |
| 15. November 2024 – 28. November 2024 2 Wochen (insgesamt 3) | 3                                    | Linkin Park                          | From Zero                               | – |
| 29. November 2024 – 5. Dezember 2024 1 Woche | 1                                    | Road                                 | Az utolsó rapszódia                     | – |
| 6. Dezember 2024 – 12. Dezember 2024 1 Woche | 1                                    | Pokolgép                             | Vissza sose nézz                        | – |
| 13. Dezember 2024 – 19. Dezember 2024 1 Woche (insgesamt 3) | 3                                    | Stray Kids                           | Hop                                     | – |
| 20. Dezember 2024 – 26. Dezember 2024 1 Woche (insgesamt 10) | 10                                   | Michael Bublé                        | Christmas                               | – |
| 27. Dezember 2024 – 9. Januar 2025 2 Wochen (insgesamt 3) | 3                                    | Stray Kids                           | Hop                                     | – |